# 神戸電鉄5000系電車
神戸電鉄5000系電車（こうべでんてつ5000けいでんしゃ）は、神戸電鉄が1994年（平成6年）に導入した通勤形電車。
本記事では、編成単位で表記する必要がある場合は有馬・三田・粟生方の先頭車の車番を代表し、5001編成の様に表記する。

## 概要
更新車800系の置換えが完了した神戸電鉄では、初期高性能車の置換えの開始にあたり、デ300形の代替新造車は2000系をベースとし、将来の5両編成化・6両編成化を想定した同社初のVVVFインバータ制御の車両として導入することになった。当初は2000系の連番とする計画もあったが、制御方式の差異などから別形式とし、1994年3月に新形式の5000系として登場した。
5000系は1994年3月にデ300形の置換え用として5001編成・5003編成の4両編成2本が登場、その後も初期高性能車両を置き換える形で順次増備され、1998年3月の5019編成の登場で4両編成10本の40両となり、神戸電鉄で最大の両数となった。

## 構造

### 車体
車体は2000系に準じたアルミニウム合金製で、塗装パターンも2000系と同一であり、オパールホワイトとブライトレッドの組み合わせである。

### 主要機器

#### 制御装置・主電動機
2000系の3M1Tに対し、5000系では全電動車方式を採用した。神戸電鉄初のGTOサイリスタによる電圧型PWM・VVVFインバータ装置MAP-128-15V43（4500V/3000A）を奇数車に搭載、1C8M制御である。
主電動機は自己通風式の三相かご形誘導電動機MB-5057A（120kW）を採用した。平行カルダン駆動方式を採用し、歯車比は7.07である。

#### 台車
台車は2000系と同様の軸梁式だが、使用電動機が変わったため新形式のKW-68を装着する。

#### 集電装置
集電装置は2000系と同様のPT-4808-B-M下枠交差型パンタグラフを採用、奇数車の神戸方に搭載している。

#### ブレーキ
ブレーキは電気指令式ブレーキのMBSA形を採用、VVVF制御により神鉄ではデ1000形以来の回生ブレーキを採用した。また、回生制動の失効対策として抑速発電制動用の抵抗器を設置し、ブレーキの二重系を図っている。全電気指令式ブレーキの採用と各種機器の信頼性向上により、非常電制の設備は省略された。保安ブレーキも併せて装備する。

#### 補助電源装置・空気圧縮機
補助電源装置は2000系と同様の100kVAのNC-FAT100C静止形インバータを採用。編成中に2台搭載し、製造当時計画されていた6両編成化に対応させている。電動空気圧縮機はC-2000形レシプロ式電動空気圧縮機（吐出容量は毎分2100リットル）を採用、いずれも偶数車に搭載する。

#### 空調装置
冷房装置は2000系と同じ集約分散式のCU-772K（17,000kcal/h）で、各車に2基搭載する。

#### 定速運転機能
本系列では3000系以来、久々に定速運転機能を装備した。4ノッチスイッチ投入と運転台の定速運転スイッチ押下により動作する。力行時2ノッチ以上・40km/h以上、抑速時1ノッチ以上45km/h以上で定速運転スイッチを押下すると押下時の速度を保ち、マスコン・常用ブレーキ操作、非常ブレーキ操作で解除される。

### 車内
車内では、従来先頭車にあった車椅子スペースを中間車にも設置、路線マップを併用したLED式車内案内表示装置を千鳥状に3台設置している。5013編成以降は木目デコラの色調が濃くなり、2008年に登場する6000系に近い色合いとなった。

#### 乗務員室
運転台は2000系を踏襲したツーハンドル式・デジタル速度計で、ハンドルはともに前後操作式であるが、区別のためデスク部分が黒色仕上げとなっている。また、1998年3月のダイヤ改正による80km/h運転開始に際して、4ノッチスイッチが搭載された。車掌スイッチは間接制御式（リレー式）を採用している。

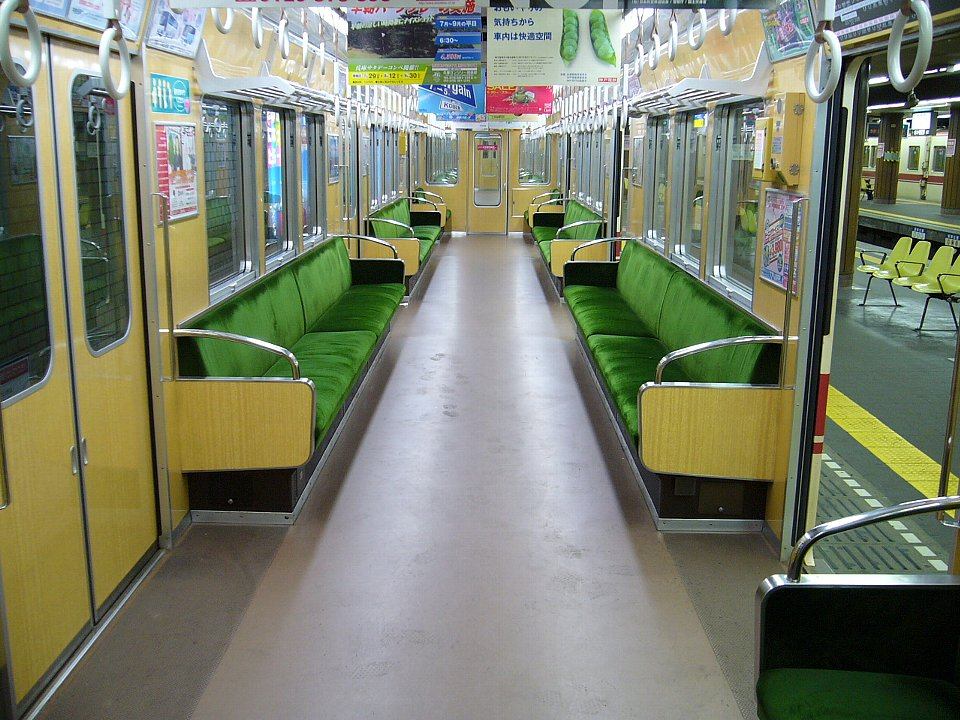
5000系の内装
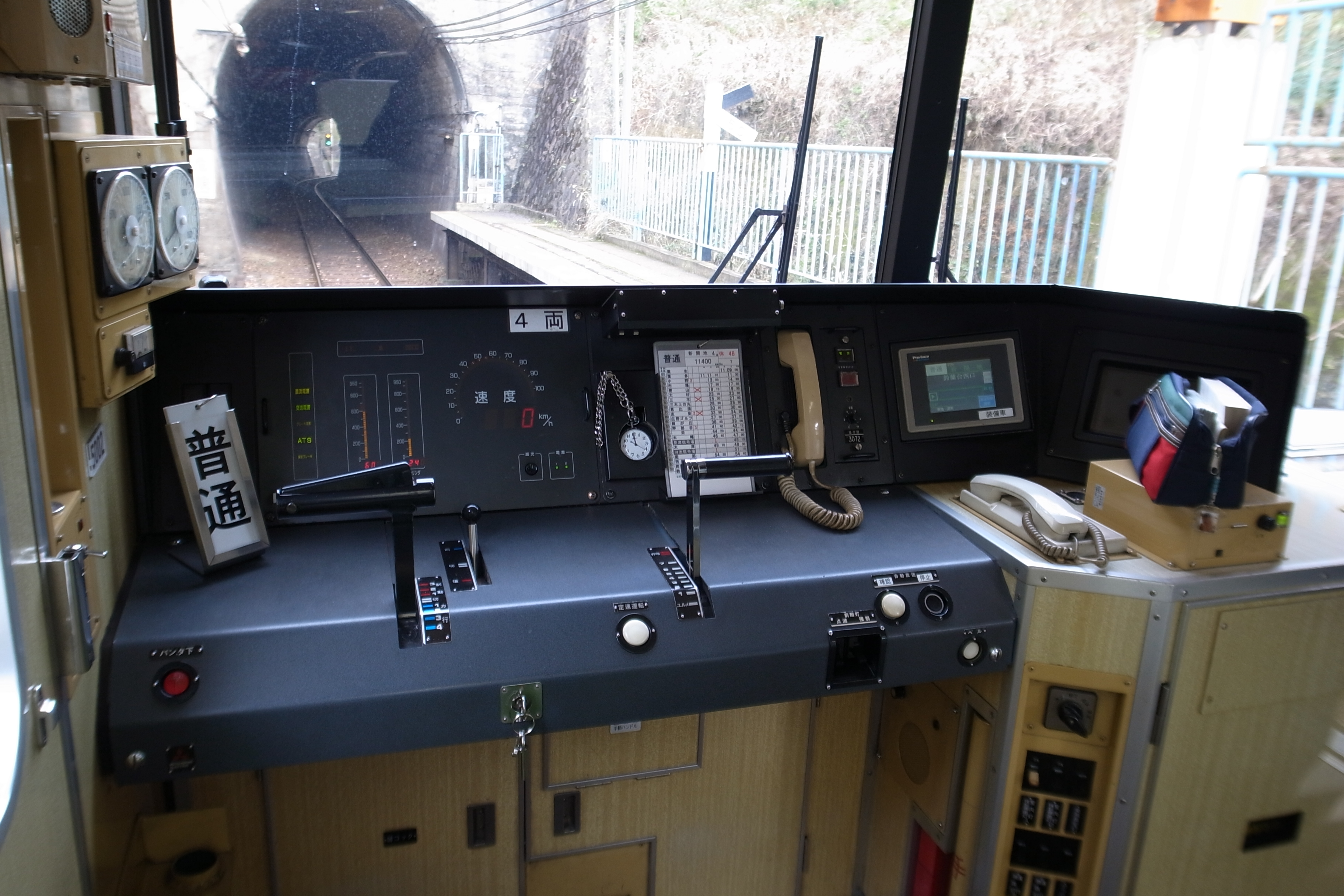
5000系の運転台

## 車種構成

### 車種
5000形制御電動車（cM・M'c）と5100形中間電動車（M・M'）からなる全車電動車の4両編成で、有馬方から cM-M'-M-M'c の順に編成される。奇数車（cM・M）には三菱電機製のVVVFインバータが、偶数車（M'c・M'）には静止形インバータ（SIV）・電動空気圧縮機（CP）・蓄電池（BT）が搭載されている。パンタグラフ（PT）は奇数車の神戸寄り車端部に付けられている。

### 5両編成化・6両編成化計画
本形式投入当時の神戸電鉄では、粟生線・有馬線の一部区間において終日にわたって5両編成列車が設定されており、さらに三田線では神戸三田国際公園都市の開発によって輸送人員の大幅な増加が見込まれていた。このため本形式でも、製造当初は近いうちでの5両固定編成化が予定されており、さらに将来的には6両固定編成になる想定であった。5両固定編成時は4M1T編成（編成定員643名）、6両固定編成時は6M編成（編成定員776名）となり、車両設計上も4両固定編成・5両固定編成・6両固定編成の3通りに対応している。なお、先述の通り5両編成化は導入後近いうちに行われる予定であったため「5連化準備工事」が施工されている。
| 5000 （奇数車） | 5100 （偶数車） | 5100 （奇数車） | 5000 （偶数車） |
| Mc1             | M2              | M1              | Mc2             |

| 5000 （奇数車） | 5100 （偶数車） | 形式名不明 | 5100 （奇数車） | 5000 （偶数車） |
| Mc1             | M2              | T          | M1              | Mc2             |

| 5000 （奇数車） | 5100 （偶数車） | 形式名不明 | 形式名不明 | 5100 （奇数車） | 5000 （偶数車） |
| Mc1             | M2              | M3         | M4         | M1              | Mc2             |

## 製造
デ300形高性能車の置き換えを目的として、初年度は4両編成2本が製造された。1994年（平成6年）1月に鈴蘭台車両工場に納入され、2編成とも同年3月30日付けで竣工した。負荷試験や習熟運転を行なったのち、同年6月10日から営業運転を開始した。置き換え対象のデ300形（4両編成2本）は、5000系営業開始直後に定期運用を離脱し、8月23日・9月4日付けで除籍された。
| ← 有馬温泉・三田・粟生新開地 → | ← 有馬温泉・三田・粟生新開地 → | ← 有馬温泉・三田・粟生新開地 → | ← 有馬温泉・三田・粟生新開地 → | 竣工          |
| Mc1                            | M2                             | M1                             | Mc2                            |               |
| 5001                           | 5102                           | 5101                           | 5002                           | 1994年3月30日 |
| 5003                           | 5104                           | 5103                           | 5004                           | 1994年3月30日 |

製造後27〜30年が経過していたデ1000形8両（1001編成・1003編成・1007編成・1009編成）を置き換えるため、4両編成2本が1995年（平成7年）前期竣工予定として発注され、阪神・淡路大震災の影響で若干完成がずれ込んだが、同年5月29日・6月4日に竣工した。同年6月22日の神戸電鉄全線復旧に際してのポスターには「（前略）ご好評をいただいております5000形2編成8両を投入し、営業運転を開始しました。」と2編成の登場の告知がなされた。なお置き換え対象車両は、1003編成・1009編成が同年7月17日付けで、1001編成・1007編成が同年7月21日付けで、それぞれ除籍された。
| ← 有馬温泉・三田・粟生新開地 → | ← 有馬温泉・三田・粟生新開地 → | ← 有馬温泉・三田・粟生新開地 → | ← 有馬温泉・三田・粟生新開地 → | 竣工          |
| Mc1                            | M2                             | M1                             | Mc2                            |               |
| 5005                           | 5106                           | 5105                           | 5006                           | 1995年5月29日 |
| 5007                           | 5108                           | 5107                           | 5008                           | 1995年6月4日  |

デ1000形およびデ1050形初期車を置き換える目的で、1995年（平成7年）9月22日付けで4両編成1本が竣工した。この増備車では客用側引戸の形状などにマイナーチェンジが加えられた。その後も1996年（平成8年）と1997年（平成9年）に4両編成4本が増備され、製造後23〜29年が経過していた高性能車を置き換えた。
5009編成に置き換えられたデ1000形1005編成とデ1050形2両（1051・1052）は1995年（平成7年）9月30日付けで除籍され、これにともないデ1000形は形式消滅した。
5011編成に置き換えられたデ1050形2両（1057・1058）は1996年（平成8年）6月14日付けで除籍された。
5013編成の登場では、初めてデ1300形の淘汰が開始され、同年10月1日・11月27日付けで4両（1301編成・1303編成）がそれぞれ除籍された。
5015編成はデ1050形2両（1053・1054）とデ1300形2両（1305編成）が置き換えられ、登場に前後して1997年（平成9年）2月5日・4月14日にそれぞれ除籍された。
また同様に5017編成もデ1050形2両（1055・1056）とデ1300形2両（1307編成）を置き換え、1997年（平成9年）7月22日・9月30日に除籍させた。
| ← 有馬温泉・三田・粟生新開地 → | ← 有馬温泉・三田・粟生新開地 → | ← 有馬温泉・三田・粟生新開地 → | ← 有馬温泉・三田・粟生新開地 → | 竣工           |
| Mc1                            | M2                             | M1                             | Mc2                            |                |
| 5009                           | 5110                           | 5109                           | 5010                           | 1995年9月22日  |
| 5011                           | 5112                           | 5111                           | 5012                           | 1995年6月8日   |
| 5013                           | 5114                           | 5113                           | 5014                           | 1996年10月23日 |
| 5015                           | 5116                           | 5115                           | 5016                           | 1997年3月31日  |
| 5017                           | 5118                           | 5117                           | 5018                           | 1997年7月2日   |

1998年（平成10年）3月20日には輸送力増強を目的として5019編成が投入された。これまで経年車の置き換えを目的に製造されてきた5000系にとって、初の車両増車を目的とする増備であった。三田線複線化第1期工事第1工区の完成および岡場駅付近立体高架化工事の完成にともなって同年3月20日に行われたダイヤ改正によって、午前ラッシュ時間帯に区間列車（押部谷 - 新開地間）が増発され、運用数が増加することに対処すべく投入したものである。
| ← 有馬温泉・三田・粟生新開地 → | ← 有馬温泉・三田・粟生新開地 → | ← 有馬温泉・三田・粟生新開地 → | ← 有馬温泉・三田・粟生新開地 → | 竣工          |
| Mc1                            | M2                             | M1                             | Mc2                            |               |
| 5019                           | 5120                           | 5119                           | 5020                           | 1998年3月20日 |

## 運用
1994年（平成6年）6月10日の営業運転開始後は、新開地 - 有馬温泉・三田・志染間で、特急から普通・各駅停車まで幅広く運用された。
1998年（平成10年）3月22日のダイヤ改正では特急運用が廃止され、充当種別は特快速・快速・急行・準急・普通・各駅停車の6種類となった。この改正では特快速・快速が5000系限定運用（V4運用）となり、5000系自体の運用も有馬・三田線系統が主体となった。
2001年（平成13年）6月23日のダイヤ改正では、特快速・快速の本形式限定運用が解除されたほか、志染 - 粟生間への乗り入れが開始され、これにともなって神戸電鉄全線（公園都市線除く）で恒常的に本形式の定期列車が運転されるようになった。
当初はツーマン運用に専従していたが、2002年（平成14年）からワンマン運転対応改造が行われ、2005年（平成17年）の全線ワンマン化、2009年（平成21年）の車掌乗務全面廃止を経て、現在はワンマン4両編成運用に使用されている。
なお本形式は神戸高速線・有馬線・三田線・粟生線での運用が原則であるが、ウッディタウン中央駅が最寄り駅である商業施設「センチュリーRIVA!」の混雑予想日に多客輸送として公園都市線に入線した実績がある。

## 車体ラッピング

### HAPPY TRAIN☆
神戸電鉄では、2012年（平成24年）3月26日から粟生線活性化協議会での取り組みの一環として、5001編成に特別ラッピングを施した「HAPPY TRAIN☆」の運行を開始した。なお、運行開始前日の3月25日に志染駅でお披露目式が行われている。これは神戸芸術工科大学の学生から作品を募集し、推奨作3点より一般投票でデザインを決定したものである。座席モケットが神戸電鉄のマスコットキャラクターなどが描かれたものとなったほか、車内照明もLED照明となった。また2016年（平成28年）より前照灯もLEDに交換されている｡

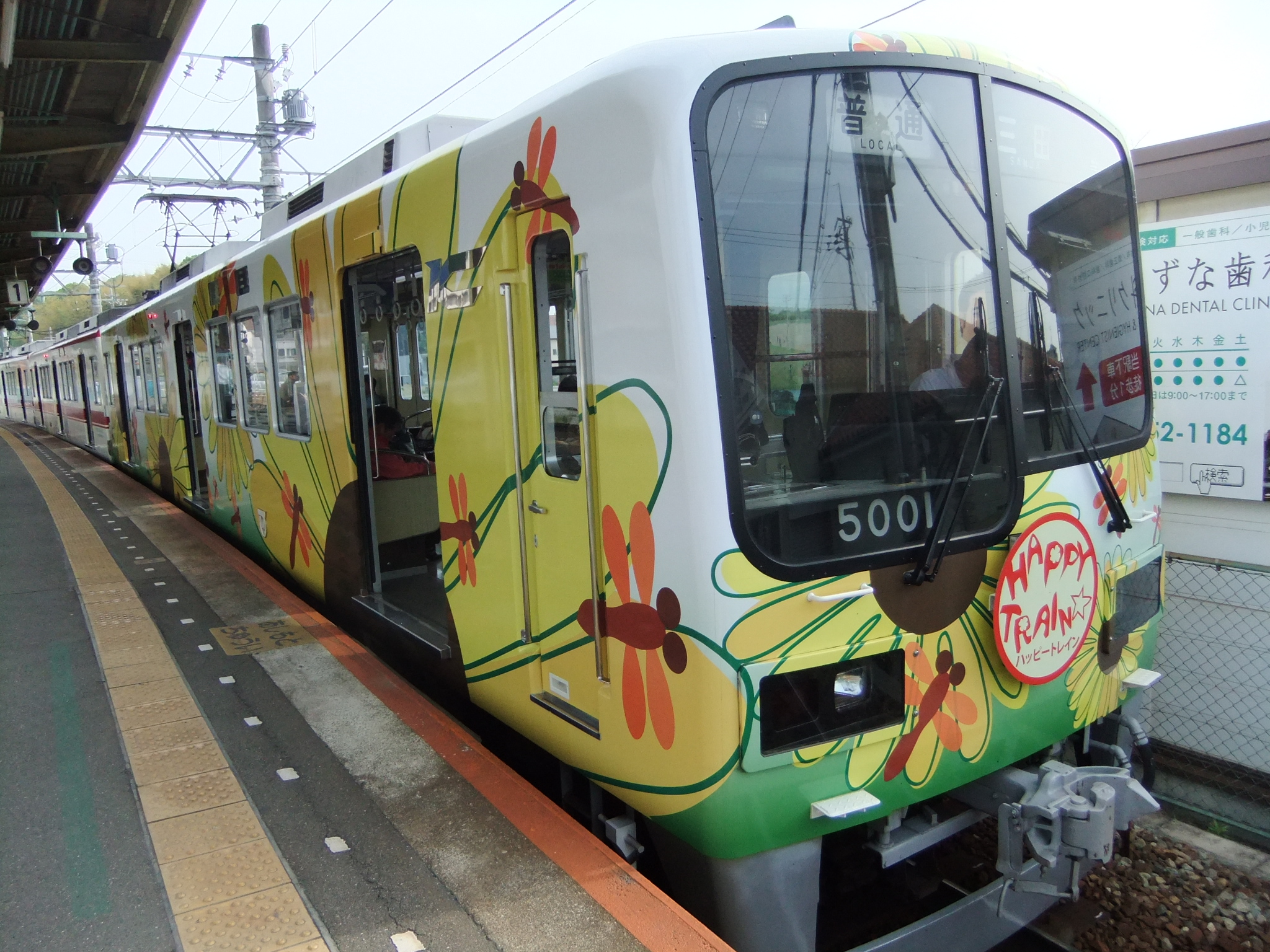
5001編成「HAPPY TRAIN☆」
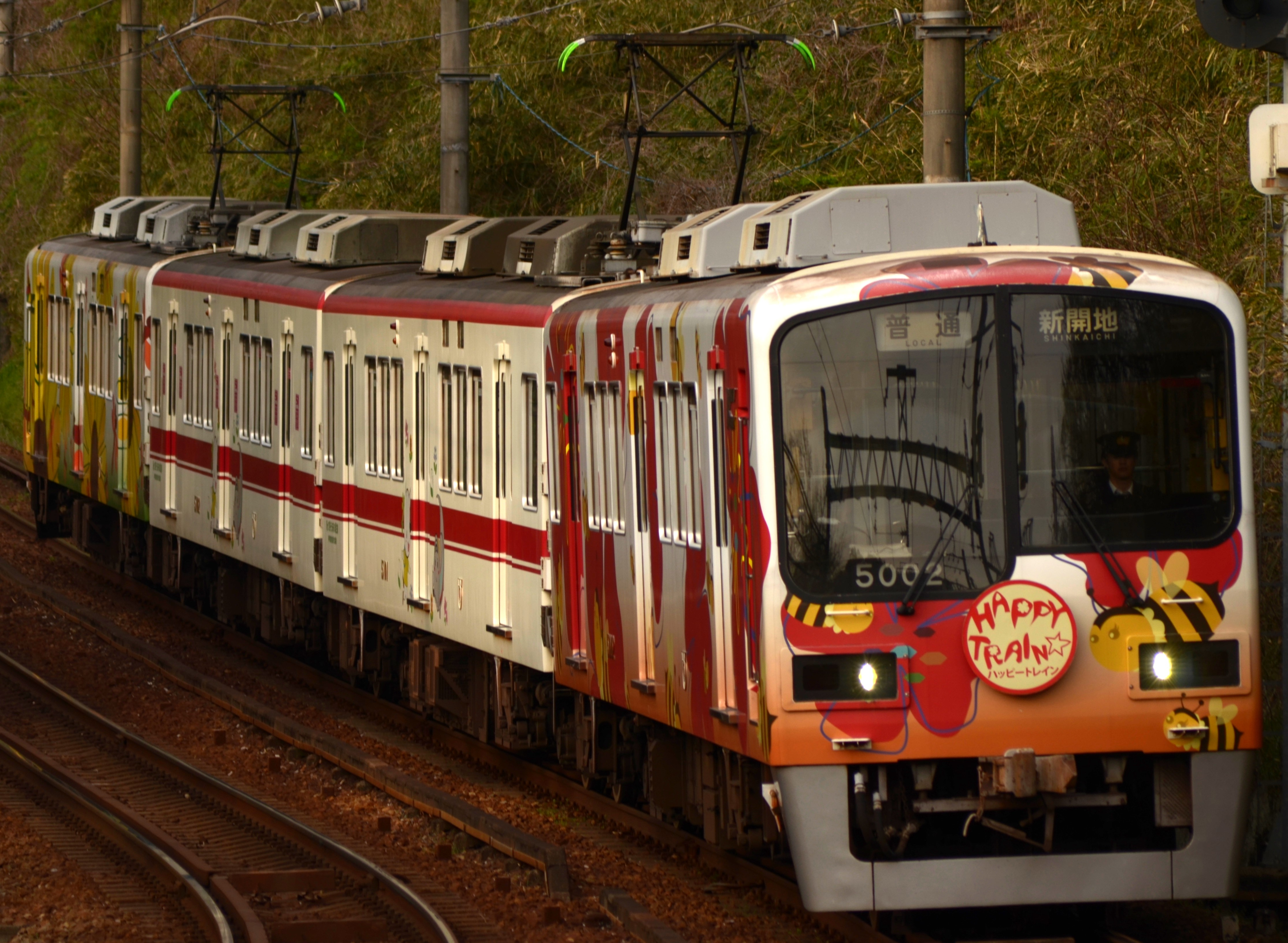
LED前照灯に変更後の「HAPPY TRAIN☆」新開地側車両
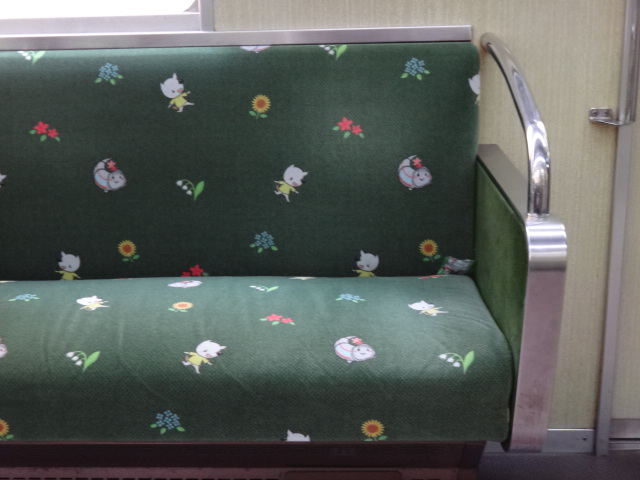
5001編成の座席
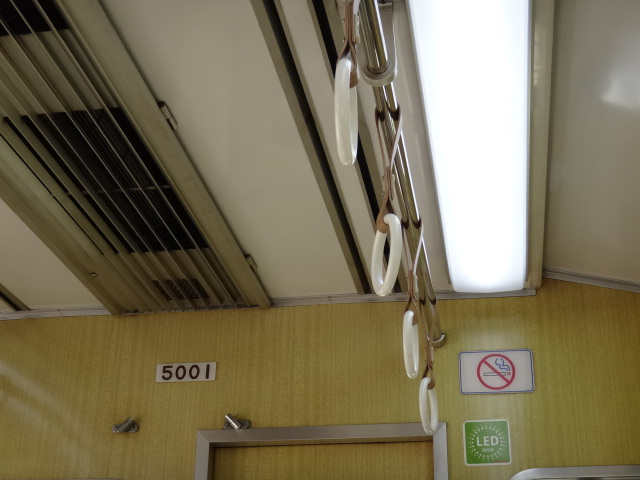
5001編成のLED照明

### しんちゃん&てつくんトレイン たのし〜ずん
2020年（令和2年）2月24日から5013編成に「しんちゃん&てつくんトレイン たのし〜ずん」としてフルラッピングが施工されている。沿線の四季（春・夏・秋・冬）の風景に神戸電鉄のマスコットキャラクター「しんちゃん」と「てつくん」を組み合わせたデザインとなっている。

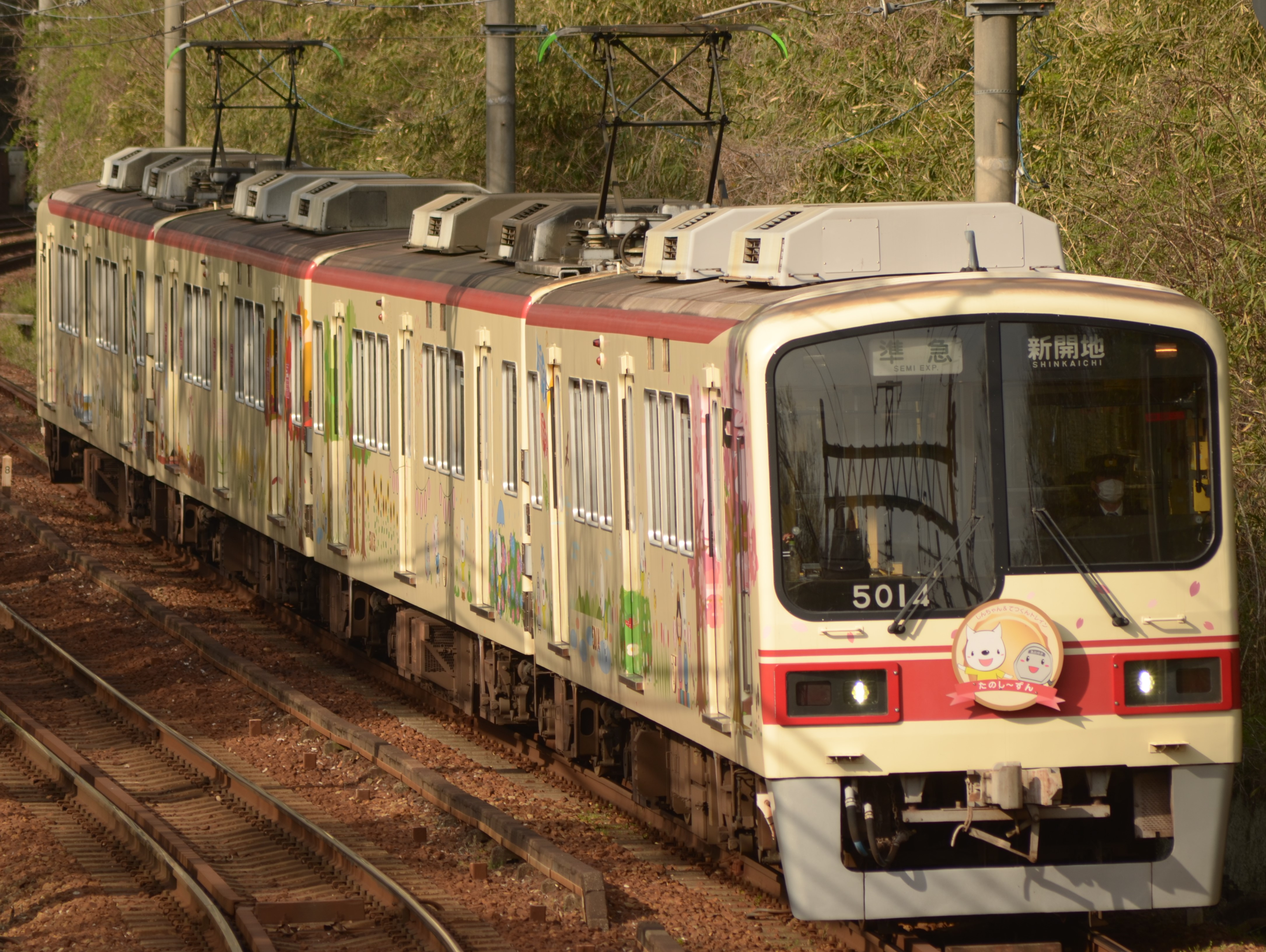
5013編成「しんちゃん&てつくんトレイン たのし～ずん」

## 編成表
2021年4月1日現在。
| ← 有馬温泉・三田・粟生新開地 → | ← 有馬温泉・三田・粟生新開地 → | ← 有馬温泉・三田・粟生新開地 → | ← 有馬温泉・三田・粟生新開地 → | 竣工           | 備考             |  |
| Mc1                            | M2                             | M1                             | Mc2                            |                |                  |  |
| 5001                           | 5102                           | 5101                           | 5002                           | 1994年3月30日  | HAPPYTRAIN☆編成  |  |
| 5003                           | 5104                           | 5103                           | 5004                           | 1994年3月30日  |                  |  |
| 5005                           | 5106                           | 5105                           | 5006                           | 1995年5月29日  |                  |  |
| 5007                           | 5108                           | 5107                           | 5008                           | 1995年6月4日   |                  |  |
| 5009                           | 5110                           | 5109                           | 5010                           | 1995年9月22日  |                  |  |
| 5011                           | 5112                           | 5111                           | 5012                           | 1996年6月8日   |                  |  |
| 5013                           | 5114                           | 5113                           | 5014                           | 1996年10月23日 | たのし〜ずん編成 |  |
| 5015                           | 5116                           | 5115                           | 5016                           | 1997年3月31日  |                  |  |
| 5017                           | 5118                           | 5117                           | 5018                           | 1997年7月2日   |                  |  |
| 5019                           | 5120                           | 5119                           | 5020                           | 1998年3月20日  |                  |  |